# Анненский Лазавец
Анненский Лазавец — деревня в Свердловском районе Орловской области. Входит в состав Никольского сельского поселения.

## География
Деревня расположена на берегу реки Лозавец, в километре от соседней деревни Философовский Лазавец.
Уличная сеть представлена двумя объектами: Весёлая улица и Медовая улица. 
Географическое положение
Расстояние до
районного центра посёлка городского типа Змиёвка: 19 км.
областного центра города Орёл: 41 км.
в 365 километрах от столицы — Москвы.
Ближайшие населённые пункты
Философский Лазавец 1 км, Калинник 3 км, Барановка 3 км, Суры 4 км, Знаменское 4 км, Озерна 5 км, Горки 5 км, Никольское 6 км, Тургеневский 6 км, Старое Горохово 6 км, Репка 6 км, Кошелево 7 км, Козьминское 7 км, Краснознаменский 7 км, Философово 7 км, Красная Роща 7 км, Красная Дача 7 км, Ольгино 8 км, Роща 8 км, Вендеревский 8 км, Троицкое 8 км

## Население
| 2002 | 2010 |
| ---- | ---- |
| 99   | ↘68  |